# Hasbrouck Heights
Hasbrouck Heights är en kommun av typen borough i Bergen County i New Jersey. Vid 2020 års folkräkning hade Hasbrouck Heights 12 125 invånare.